# Gustaf Åbergsson
Gustaf Fredrik Åbergsson, ursprungligen Åberg, född 27 mars 1775 i Maria Magdalena församling i Stockholm, död 20 juli 1852 i Jakob och Johannes församling i Stockholm, var en svensk skådespelare, en av de mer betydande manliga aktörerna under 1800-talet.
Son till en hovlakej blev han liksom sin syster Inga Åberg elev vid teatern i Stora Bollhuset, där han skrevs in 1786. Enligt en historia skall Gustav III ha placerat honom som elev på operan efter att uppmärksammat honom i parken på Drottningholm som liten pojke; då kungen fick veta att de hade samma namn, bad han honom sjunga en visa, och då pojken efter att han gjort det gav slängkyssar åt åhörarna, hade kungen kysst honom på pannan.   
På Dramaten ansågs han dock inte som mycket mer än en vacker pojke under sina första uppträdanden, och fick ingen fast anställning. Han gjorde en inte särskilt lyckad debut i Gustav Adolf och Ebba Brahe 1788. Han uppträdde sedan på Stenborgs Teater fram till 1798, då han debuterade på Dramaten som Yngve i "Oden". Han hade då bytt sitt namn från Åberg till Åbergsson, eftersom han inte ville förknippas med sin syster, som hade rykte om sig att vara kurtisan. Åbergsson beskrivs som vacker, med fin figur, hållning och grace och ledigt sätt, och under sin karriär fick han spela rollen som hjälte och älskare; han användes främst för "roller, som fordra en skön figur och behag i sättet att vara".
Han spelade med "ledighet, jämnhet, värdighet, finhet och belevenhet" och "behagar med sin intagande figur, sitt sanna spela och sina vackra manér". Han var den första svenska skådespelare som regelbundet gjorde studieresor utomlands, särskilt Paris, men det ansågs inte vara särskilt positivt, eftersom den franska spelkonsten ansågs alltför överdriven och teatralisk i Sverige. Under 1810-talet blev han hälsa sämre, och han tvingades bergänsa sina uppträdanden, men fortsatte ändå arbeta. Beskow beskriver Åbergsson, Andreas Widerberg och A.F. Cederholm (Åbergssons ersättare) som "bildsköna män med eld, liv, röst, ansiktsspel, hållning, gång som det tillkommer utmärkta skådespelare".            
1812 utnämndes han till ledare för scenen. 1820 bad han om tillstånd att få starta en teater i Stockholm, men detta gick emot det kungliga teatermonopolet; 1820-1823 var han direktör för Segerlindska teatern i Göteborg, varefter han återtog sin plats som aktör och scenledare på Dramaten och även arbetade som instruktör i Dramatens elevskola, och 1828-1831 även rektor, fram till 1834, då han avslutade sin anställning.
Privat var han först (1793) gift med balettdansösen Margaretha Christina Hallongren, som dog 1810, och sedan 1815 gift med sin kollega Carolina Kuhlman. De hade haft ett förhållande flera år innan de gifte sig; år 1811 skrev Skjöldebrand "En aktör av den högre komedien, herr Åbergsson, hade med sin älskarinna, en god aktris i sin egen väg, och som sedan blev hans hustru, rest till Paris för att förkovra sig i sitt yrke. Vid återkomsten hade han att fordra en recett". Åbergsson hade med sig ord och musik till Cendrillon och begärde att få den uppförd som recett med Carolina Deland i huvudrollen - denna roll var dock given till Elisabet Frösslind på direktörens order.
Åbergsson är begravd på Norra begravningsplatsen utanför Stockholm.